# 賴森貝格山
48°15′49″N 16°19′20″E / 48.26361°N 16.32222°E

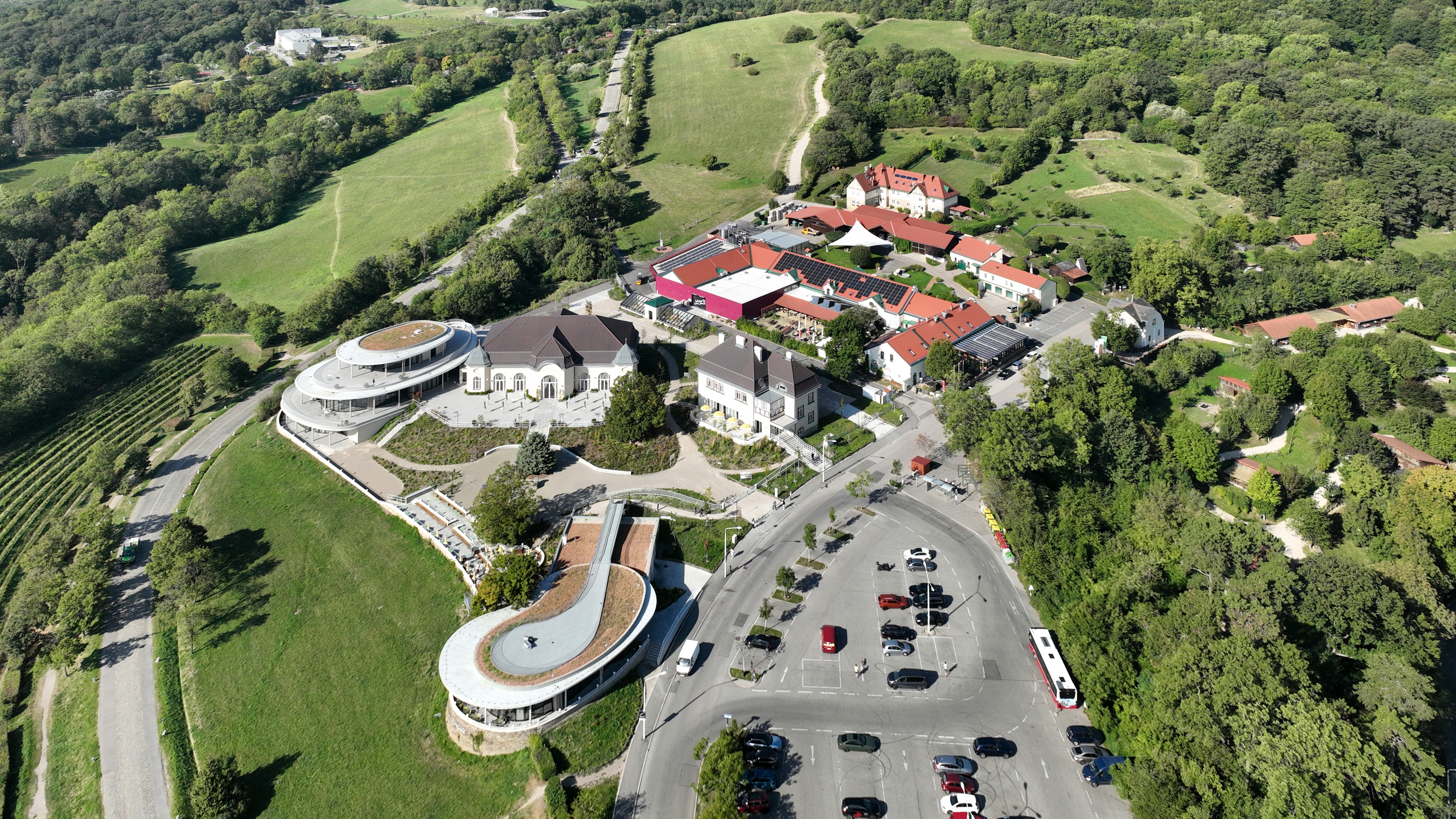

賴森貝格山（德語：Reisenberg），是奧地利的山峰，位於該國東北部，由維也納負責管轄，屬於維也納林山的一部分，海拔高度382米，山體由砂岩和泥灰岩組成。